# William Thomas Sampson

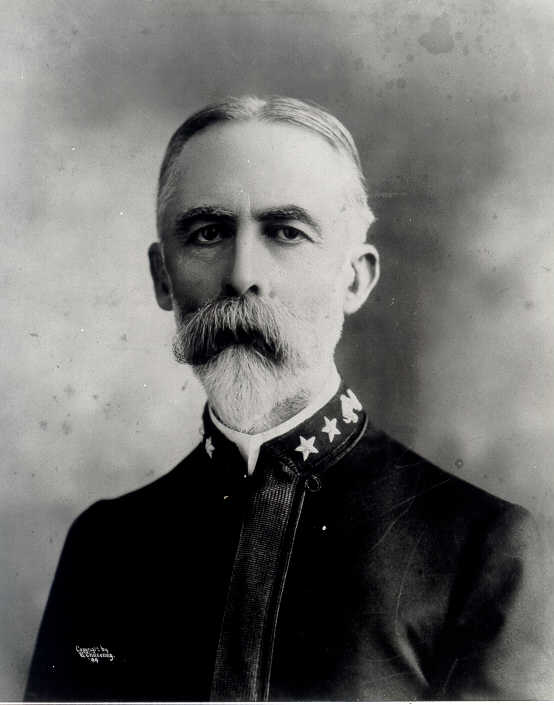
William Thomas Sampson

William Thomas Sampson (* 9. Februar 1840 in Palmyra, New York; † 6. Mai 1902 in Washington, D.C.) war ein US-amerikanischer Konteradmiral der United States Navy. Bekannt wurde er durch seinen Sieg in der Seeschlacht vor Santiago de Cuba während des Spanisch-Amerikanischen Krieges.

## Leben
Sampson begann am 24. September 1857 seine Ausbildung an der United States Naval Academy. Nach seinem Abschluss als Jahrgangsbester vier Jahre später arbeitete er an der Akademie als Ausbilder. 1864 wurde er Erster Offizier des Monitors Patapsco, das zur South Atlantic Blockading Squadron gehörte, und zum Räumen von Seeminen vor Charleston, South Carolina eingesetzt wurde. Er überlebte den Verlust des gepanzerten Schiffes am 16. Januar 1865, als es eine Seemine traf, explodierte und beim Versinken 75 Menschen in den Tod riss.
Anschließend diente er auf der Dampf-Fregatte Colorado im europäischen Schwadron, erneut als Akademie-Ausbilder, im Büro für Navigation des United States Department of the Navy und auf dem Sloop Congress. Danach kommandierte er die Alert, das Schulschiff Mayflower und die Swatara. In den nächsten Jahren war er Assistent des Superintendent des United States Naval Observatory und Einsatzleiter der Naval Torpedo Station in Newport (Rhode Island). Am 9. September 1886 wurde er Superintendent der Marine-Akademie. Am 9. April 1889 wurde er zum Kapitän ernannt, der Mare Island Navy Yard zugeteilt, um die San Francisco einzurichten und übernahm das Kommando, als dieser geschützte Kreuzer am 15. November 1889 in Betrieb genommen wurde. Im Juni 1892 wurde er abkommandiert, um als Inspector of Ordnance in der Washington Navy Yard zu dienen, und am 28. Januar 1893 zum Chef des Bureau of Ordnance ernannt. Am 15. Juni 1897 übernahm er das Kommando auf dem Schlachtschiff Iowa und am 17. Februar 1898 wurde er zum Präsidenten des Board of Inquiry ernannt, um die Zerstörung der Maine zu untersuchen. Am 26. März 1898 übernahm er mit dem vorläufigen Rang eines Konteradmirals das Kommando des Nordatlantik-Schwadrons.
Am 21. April 1898 erklärten die USA Spanien den Krieg und acht Tage später stach die Flotte von Admiral Cervera von Kap Verde aus mit ungewissem Ziel in See. Admiral Sampson stach mit dem Flaggschiff USS New York von Key West in See, um die spanische Flotte zu suchen und errichtete am 1. Juni 1898 eine enge und effiziente Blockade im Hafen von Santiago de Cuba. Am Morgen des 3. Juli kam Cerveras Flotte aus dem Hafen und wurde in einer Seeschlacht innerhalb von fünf Stunden vollständig zerstört. Am nächsten Tag sandte Sampson seine berühmte Nachricht: „Die Flotte unter meinem Kommando bietet der Nation als Geschenk zum Vierten Juli die ganze Flotte von Cervera.“ („The Fleet under my command offers the nation as a Fourth of July present, the whole of Cervera's Fleet.“)
Am 20. August 1898 wurde er zum Kommissar für Kuba ernannt, aber im Dezember übernahm er wieder das Kommando der Nordatlantik-Flotte. Im Oktober 1899 wurde er Kommandant der Boston Navy Yard und am 9. Februar 1902 kam er auf die Liste der Ruheständler. Wenige Monate später starb er in Washington und wurde auf dem Nationalfriedhof Arlington bestattet.
Vier Zerstörer tragen zu seinen Ehren den Namen USS Sampson. Die United States Naval Academy benannte die Sampson Hall nach ihm und verlieh die Sampson-Medaille an diejenigen, die unter seinem Kommando im Spanisch-Amerikanischen Krieg dienten.